# Palace of Holyroodhouse

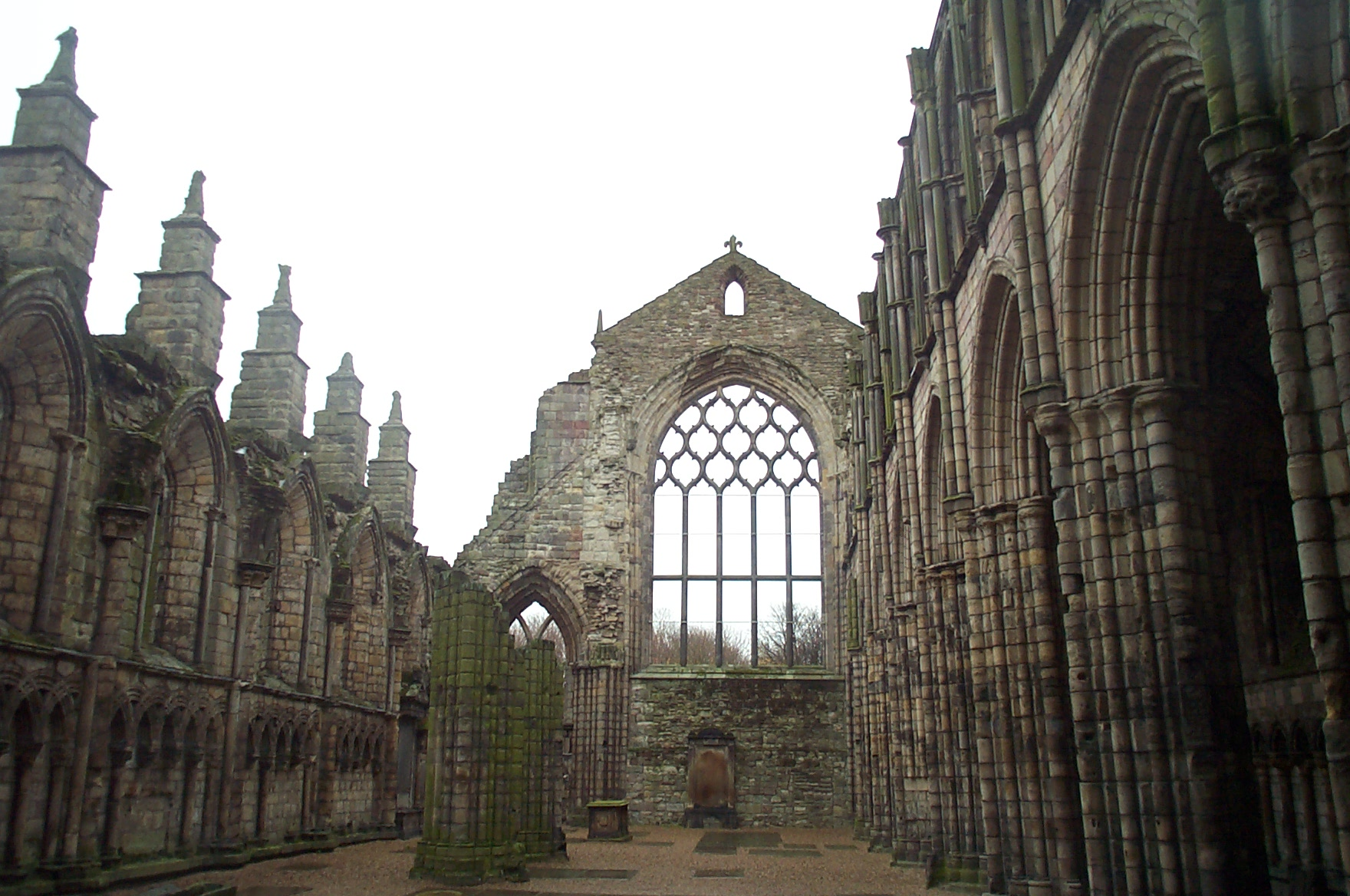
De ruïne van de abdij

Palace of Holyroodhouse, vaak ook Holyrood Palace genoemd, is de officiële verblijfsplaats van de monarch van het Verenigd Koninkrijk in Schotland. Koning David I van Schotland stichtte er een klooster in 1128, maar sinds de 15e eeuw diende het als de hoofdverblijfplaats van de koningen en koninginnen van Schotland. Het paleis ligt aan de voet van de Royal Mile in Edinburgh, met aan het andere uiteinde Edinburgh Castle. Koningin Elizabeth II verbleef er een week aan het begin van elke zomer, om er tuinfeestjes en officiële plechtigheden te houden. Vandaar ging ze naar Balmoral Castle (behoorde tot haar bezit) voor haar jaarlijkse zomervakantie van twee maanden. Holyrood is een verengelsing van het Schotse Haly Ruid, wat Heilig Kruis betekent. De straat Abbey Strand loopt naar het gebouw.

## De abdij
Naast het paleis staat de ruïne van de Augustijnerabdij. Deze werd in 1126 gebouwd, op bevel van koning David I van Schotland. Volgens een legende raakte de koning tijdens een jachtpartij in moeilijkheden en werd hij gered door een hert dat in zijn gewei een verlicht kruis droeg, waarop hij zou hebben beloofd op die plaats een kerk te bouwen.

De abdij werd de plaats van vele koninklijke kroningen en huwelijksplechtigheden. In de 18e eeuw stortte het dak van de abdij in en tegenwoordig resteert alleen de ruïne.
De abdij werd omgevormd tot een kapel voor de Orde van de Distel door koning James II van Engeland, maar werd vernietigd door een bende. In 1691 verving de nieuwe Kirk of the Canongate de abdij als de plaatselijke parochiekerk, waar de koningin diensten bijwoonde wanneer ze in het paleis verbleef.

## Het paleis
In de 15e eeuw stond er een gasthuis op de plaats van de huidige noordelijke vleugel van het paleis, ten westen van de abdij en zijn kloostergangen. Veel middeleeuwse Schotse koningen verbleven hier voor de bouw van het paleis. Tegen het einde van de 15e eeuw was Holyrood een echte koninklijke residentie; niet alleen werd Jacobus II van Schotland geboren op Holyrood in 1430, het was ook in Holyrood waar hij gekroond, getrouwd en begraven werd. Tussen 1498 en 1501 bouwde Jacobus IV van Schotland een nieuw gebouw waarbij Holyrood de naam van paleis waardig werd.
Het paleis werd gebouwd rond een vierkantige binnenplaats ten westen van de abdij. Het bevatte een kapel, galerijen, koninklijke vertrekken en een grote hal. De kapel bezette de huidige noordelijke vleugel van de grote vierkante binnenplaats met de vertrekken van de koningin aan de zuidelijke vleugel. Een derde vleugel in het westen bevatte het verblijf van de koning en de toegang tot het paleis. Hij zag tevens toe op de constructie van een poortgebouw van twee verdiepingen. Tussen 1528 en 1536 liet Jacobus V van Schotland delen toevoegen, beginnend met de huidige noordwestelijke toren. In deze toren bevinden zich de kamers die ooit door Maria Stuart gebruikt werden en waar zij op 9 maart 1565 getuige was van de moord op haar secretaris David Rizzio door haar toenmalige echtgenoot Henry Stuart Darnley.
De houten plafonds van de belangrijkste kamers zijn van de tijd van Mary en de monogrammen MR (Maria Regina) en IR (Jacobus Rex) verwijzen naar Mary en haar zoon James VI van Schotland. De wapenschilden die het huwelijk van Mary met Frans II van Frankrijk gedenken, zijn mogelijk gekerfd in 1559 maar in hun huidige vorm gebracht in 1617.
Nadat Jacobus VI van Schotland koning van Engeland werd in 1603 en naar Londen verhuisde, was het paleis niet langer de zetel van een permanente koninklijke hofhouding. James bezocht het nog eens in 1617, alsook Karel I van Engeland in 1633, bij zijn kroning tot koning van Schotland in de Holyroodabdij.
Na 1707 werd het paleis gebruikt tijdens de verkiezing van Schotse standenvertegenwoordigers. Karel Eduard Stuart hield vijf weken lang hof op Holyrood tijdens de Jacobitische opstanden in 1745. Tijdens de Franse Revolutie liet George III van het Verenigd Koninkrijk toe dat de jongste broer van Lodewijk XVI van Frankrijk, Karel X van Frankrijk, kwam wonen op Holyrood.
Koningin Elizabeth II verbleef er ten minste een week per jaar in het paleis. Zij gebruikte het wanneer ze in Schotland was voor staatsaangelegenheden (voor niet-staatsaangelegenheden ging ze naar Balmoral Castle). Het nut van het paleis nam aanzienlijk toe sedert de oprichting van het Schotse parlement in 1999, waarbij verscheidene leden van de koninklijke familie, met name Charles III en Anne Mountbatten-Windsor, Princess Royal, daar vaak verblijven. In het paleis ontmoet en benoemt de koningin of koning de premier van Schotland. Gedurende het Britse Europees voorzitterschap vond hier een bijeenkomst van de Europese Raad plaats.
Drie dagen na het overlijden van koningin Elizabeth II op 8 september 2022 op Balmoral Castle werd haar stoffelijk overschot per auto met cortège overgebracht naar Holyrood Castle, waar het de nacht van 11 op 12 september verbleef in afwachting van herdenkingsplechtigheden in St Giles' Cathedral op 12 september.
Bij afwezigheid van de koninklijke familie is het paleis geopend voor het publiek.
De Queen's Gallery bevat een wisselende expositie van kunstwerken die in het bezit zijn van de koninklijke familie en is gelegen in het paleiscomplex. Het Schotse parlement ligt aan de overkant van de straat.
De erfelijke beheerder van het Holyrood Palace is de Hertog van Hamilton. 
Kunsthistoricus Dan Cruickshank koos het paleis uit als een van zijn acht keuzes voor het boek The Story of Britain's Best Buildings van de British Broadcasting Corporation in 2002.